# خاویر فرناندز (بازیکن فوتبال، زاده ۲۰۰۶)
خاویر فرناندز (انگلیسی: Javier Fernández؛ زادهٔ ۲۸ نوامبر ۲۰۰۶) بازیکن فوتبال اهل اسپانیا ست.
وی همچنین در تیم‌های ملی فوتبال زیر ۱۶ سال اسپانیا، زیر ۱۷ سال اسپانیا و زیر ۱۸ سال اسپانیا بازی کرده است.